# Jankowskia pseudathleta
Jankowskia pseudathleta là một loài bướm đêm trong họ Geometridae.